# Brittany Phelan
Brittany Phelan (* 24. September 1991 in Sainte-Agathe-des-Monts, Québec) ist eine kanadische Freestyle-Skierin in der Disziplin Skicross und ehemalige alpine Skirennläuferin.

## Biografie

### Ski Alpin
Phelan fuhr gleich in ihrem ersten FIS-Rennen, einem Slalom in Val Saint-Côme am 16. Dezember 2006, unter die besten drei. Die ersten Siege folgten ein Jahr später. Im Nor-Am Cup startete sie erstmals im Januar 2007 und in der Saison 2007/08 war sie bereits regelmäßig in dieser Rennserie am Start. Nach mehreren Top-10-Ergebnissen stand sie als Dritte des Slaloms von Mont Sainte-Anne am 6. Januar 2008 erstmals auf dem Podest. Hingegen fehlte ihr in der Saison 2008/09 die Konstanz und sie fuhr nur einmal unter die besten zehn. Bei Juniorenweltmeisterschaften gelang ihr nur ein Top-10-Ergebnis, als sie 2011 Fünfte im Slalom wurde.
Am 13. Dezember 2009 feierte Phelan im Slalom von Panorama ihren ersten Sieg im Nor-Am Cup, drei weitere Top-10-Platzierungen folgten im Rest der Saison 2009/10. Zwei Wochen zuvor hatte sie in Aspen erstmals an einem Weltcuprennen teilgenommen. Bis Ende der Saison 2011/12 blieb sie bei ihren Weltcupstarts ohne Punkte, trotzdem kam sie im Riesenslalom bei den Weltmeisterschaften 2011 in Garmisch-Partenkirchen zum Einsatz, wo sie im ersten Durchgang ausschied. Am 10. November 2012 fuhr Phelan beim Weltcupslalom von Levi auf den 28. Platz und gewann damit erstmals Weltcuppunkte. In der Weltcupsaison 2012/13 gelangen ihr zwei Top-10-Ergebnisse, ihr Bestresultat ist ein (geteilter) neunter Platz am 29. Januar 2013 im City Event von Moskau. Häufige Ausfälle in den zwei folgenden Wintern verhinderten weitere Fortschritte im alpinen Bereich.

### Skicross
Nachdem sie bereits 2014 an zwei Skicross-Rennen teilgenommen hatte, entschloss sich Phelan dazu, auf die Saison 2015/16 hin endgültig zu den Freestylern zu wechseln. Ihr Debüt im Freestyle-Weltcup hatte sie am 16. Januar 2016 am Watles, wo sie auf Platz 17 fuhr und sogleich die ersten Weltcuppunkte gewann. In der Saison 2016/17 klassierte sie sich im Weltcup siebenmal unter den besten zehn. Der erste Weltcup-Podestplatz gelang ihr am 12. Dezember 2017 mit dem dritten Platz in Arosa. Bei den Olympischen Winterspielen 2018 in Pyeongchang gewann sie hinter ihrer Landsfrau Kelsey Serwa die Silbermedaille. Zum Abschluss der Weltcupsaison folgten zwei zweite Plätze.
Im Winter 2018/19 fuhr Phelan im Weltcup zweimal auf einen Podestplatz, bei den Weltmeisterschaften 2019 wurde sie Sechste. Nach drei Podestplätzen zu Beginn des Winters 2019/20 verletzte sie sich am 1. Februar 2020 beim Weltcuprennen in Megève schwer am linken Knie. Die Diagnose lautete auf Riss des vorderen Kreuzbandes und des seitlichen Innenbandes und Teilriss des seitlichen Meniskus; hinzu kamen eine Zerrung des hinteren Kreuzbandes und zahlreiche Knochenprellungen. Dadurch verpasste sie auch die gesamte Saison 2020/21. Phelan fand zur gewohnten Stärke zurück und schaffte im Weltcupwinter 2021/22 drei weitere Podestplätze. Bei den Olympischen Winterspielen 2022 in Peking fuhr sie auf den fünften Platz. Nachdem sie im November 2022 einen Achillessehnenriss erlitten hatte, fiel Phelan mehrere Monate aus. Sie konnte jedoch im März 2023 wieder ins Wettkampfgeschehen eingreifen und erzielte beim letzten Weltcuprennen der Saison den dritten Platz.

## Erfolge Alpin

### Olympische Spiele
- Sotschi 2014: 15. Slalom

### Weltmeisterschaften
- Schladming 2013: 30. Slalom

### Weltcup
- 2 Platzierungen unter den besten zehn

#### Weltcupwertungen
| Saison  | Gesamt | Gesamt | Slalom | Slalom |
| Saison  | Platz  | Punkte | Platz  | Punkte |
| ------- | ------ | ------ | ------ | ------ |
| 2012/13 | 67.    | 80     | 26.    | 80     |
| 2013/14 | 86.    | 35     | 33.    | 35     |

### Weitere Erfolge

#### Nor-Am Cup
- Saison 2007/08: 9. Slalomwertung
- Saison 2009/10: 10. Slalomwertung
- Saison 2010/11: 8. Slalomwertung
- Saison 2012/13: 2. Slalomwertung
- 9 Podestplätze, davon 3 Siege:

| Datum             | Ort      | Land   | Disziplin |
| ----------------- | -------- | ------ | --------- |
| 13. Dezember 2009 | Panorama | Kanada | Slalom    |
| 27. November 2012 | Loveland | USA    | Slalom    |
| 15. Dezember 2012 | Panorama | Kanada | Slalom    |

#### Juniorenweltmeisterschaften
- Formigal 2008: 27. Slalom, 34. Riesenslalom, 46. Super-G
- Mont Blanc 2010: 50. Riesenslalom
- Crans-Montana 2011: 5. Slalom

#### FIS-Rennen
- 8 Siege in FIS-Rennen

## Erfolge Skicross

### Olympische Spiele
- Pyeongchang 2018: 2. Skicross
- Peking 2022: 5. Skicross

### Weltmeisterschaften
- Park City 2019: 6. Skicross

### Weltcupwertungen
| Saison  | Gesamt | Gesamt | Skicross | Skicross |
| Saison  | Platz  | Punkte | Platz    | Punkte   |
| ------- | ------ | ------ | -------- | -------- |
| 2015/16 | 141.   | 3,17   | 30.      | 38       |
| 2016/17 | 43.    | 29,38  | 10.      | 382      |
| 2017/18 | 10.    | 48,90  | 3.       | 489      |
| 2018/19 | 18.    | 42,45  | 5.       | 467      |
| 2019/20 | 18.    | 40,00  | 6.       | 440      |
| 2021/22 | –      | –      | 4.       | 453      |
| 2022/23 | –      | –      | 24.      | 86       |
| 2023/24 | –      | –      | 3.       | 934      |

### Weltcupsiege
Phelan errang im Weltcup bisher 20 Podestplätze, davon 2 Siege:
| Nr. | Datum            | Ort       | Land       |
| --- | ---------------- | --------- | ---------- |
| 1   | 25. Februar 2024 | Reiteralm | Österreich |
| 2   | 22. März 2024    | Idre      | Schweden   |

### Weitere Erfolge
- 10 Podestplätze im Nor-Am Cup, davon 4 Siege
- 3 Podestplätze im Europacup
- 3 Podestplätze im Australian New Zealand Cup
- 1 Podestplatz im South American Cup